# 德国联邦铁路103型电力机车
德国联邦铁路103型电力机车（德語：DB-Baureihe 103，前称E03型）是德国联邦铁路用于牵引快速旅客列车的一款重型六轴电力机车。它长期以来一直被视为德国联邦铁路的旗舰车型，并且是除V200型柴油机车外最著名的德国机车。伴随着7,440千瓦的持续功率，E03型在出厂后即成为全球功率最强大的单体机车（p. 40），并至今仍是德国铁路运输中用于牵引定期班次的最强大机车。
德国联邦铁路自1965年起以“高速運轉机车”（Schnellfahrlokomotive）的名义生产了4台E03型的试验性原型车，并在1968年根据前者新的编号方案被重新編为103 001号至004号机车。从1970年至1974年，共有145台同型机车以103 101号至245的编号投入運轉。它们的官方系列型号为103.1型。
自1997年起，103型机车逐渐被德国铁路股份公司所淘汰，而快速旅客列车的牵引任务亦由101型机车所取代。经过近30年的運轉，尤其是长期牵引大编组、时速达200公里/小时的城际列车班次，以及每年高达35万公里的運轉里程使得103型机车的磨损严重。德国铁路在2003年下令将所有的103型机车从常规運轉中退役，但至今仍有4台机车作为备用運轉，用作特别班次、调度班次和定期班次的牵引任务。其中103 113-7号和103 235-8号机车配属德铁长途运输法兰克福车辆段（用作牵引定期班次），103 222-6号机车配属德铁系统技术（允许最高運轉速度达280公里/小时）以及103 245-7配属德铁长途运输慕尼黑车辆段（用作牵引定期班次）。另有12台机车在博物馆保存，其中包括3台原型车。

## 机车

### 研发

#### 兴起
103型机车的开发历史可以追溯至1950年代。在第二次世界大战中受损严重的铁路网络完成修复后，德国联邦铁路开始为铁路长途客运构建一个电气化的快速交通网络。起初，快速列车或长途列车班次主要由一些战前生产的机车负责牵引，例如德意志国铁路E18型电力机车。当局早在这时便已计划将部分长途列车的最大運轉速度提升至160公里/小时。其最初的想法是对原德意志国铁路E19型电力机车进行改造，因后者原本的设计时速即已达到225公里/小时，但由于机车设计的过时和制动系统的稳定性欠佳而作罢。因此计划又转为新开发一款最高时速为180公里/小时和牵引功率为5,000千瓦的六轴机车，研发代号为E01。
自1960年代起，快速列车服务逐步采用更具现代化的E10型和E10.12型机车担当牵引本务，同时全欧快车班次则主要以动车组担当。而50年代初的开发计划则由于E10型机车的投产而搁置，直至1961年才得以再度重启。但此时的研发概念已发生了转变，它要求机车的最高速度提升为200公里/小时，并且轴重应当仅为18公吨。
克虏伯及AEG联合提交了一款在两副转向架上搭载4对动轮和2对从动轮的电力机车设计，轴式采用 (1Bo)(Bo1) 式或 (A1A)(A1A)式。4台电动机分别可输出1,250千瓦的牵引功率。而亨舍尔提交的机车设计则设有两副三轴转向架，当中的轮轴均为独立驱动。这便是E03型机车。于是亨舍尔获得了机械部件的相关开发订单。电气部件则委托西门子-舒克尔特制造，后者自1966年起成为西门子公司的附属企业。
为了筹备生产原型车，新的转向架最初在两台E10型机车中进行测试，使得后者的最高时速可达200公里/小时。这两台机车搭载有不同的空心轴传动设备：E10 299号机车使用亨舍尔提供的分流传动，而E10 300号机车则使用西门子-舒克尔特提供的橡胶轴传动（p. 38）。
同年，两台机车在班贝格至福希海姆间进行了高速试運轉，以寻求明确对架空电缆及道碴的适应性、以及被动轮对的轴承及懸吊系統设置（p. 40）。此时尚不清楚两种传动设备中哪种更好，因此在1965年初交付的4台E03型样车中，各搭载了两副亨舍尔和西门子-舒克尔的传动设备，为后期交付的量产机车需求更轻的重量（p. 20）。
机车的头部外形由汉诺威科技大学通过风洞试验确定（p. 40）（p. 14）。因此机车的外形设计也具有流线型和典雅的特点。

#### 试验性样车

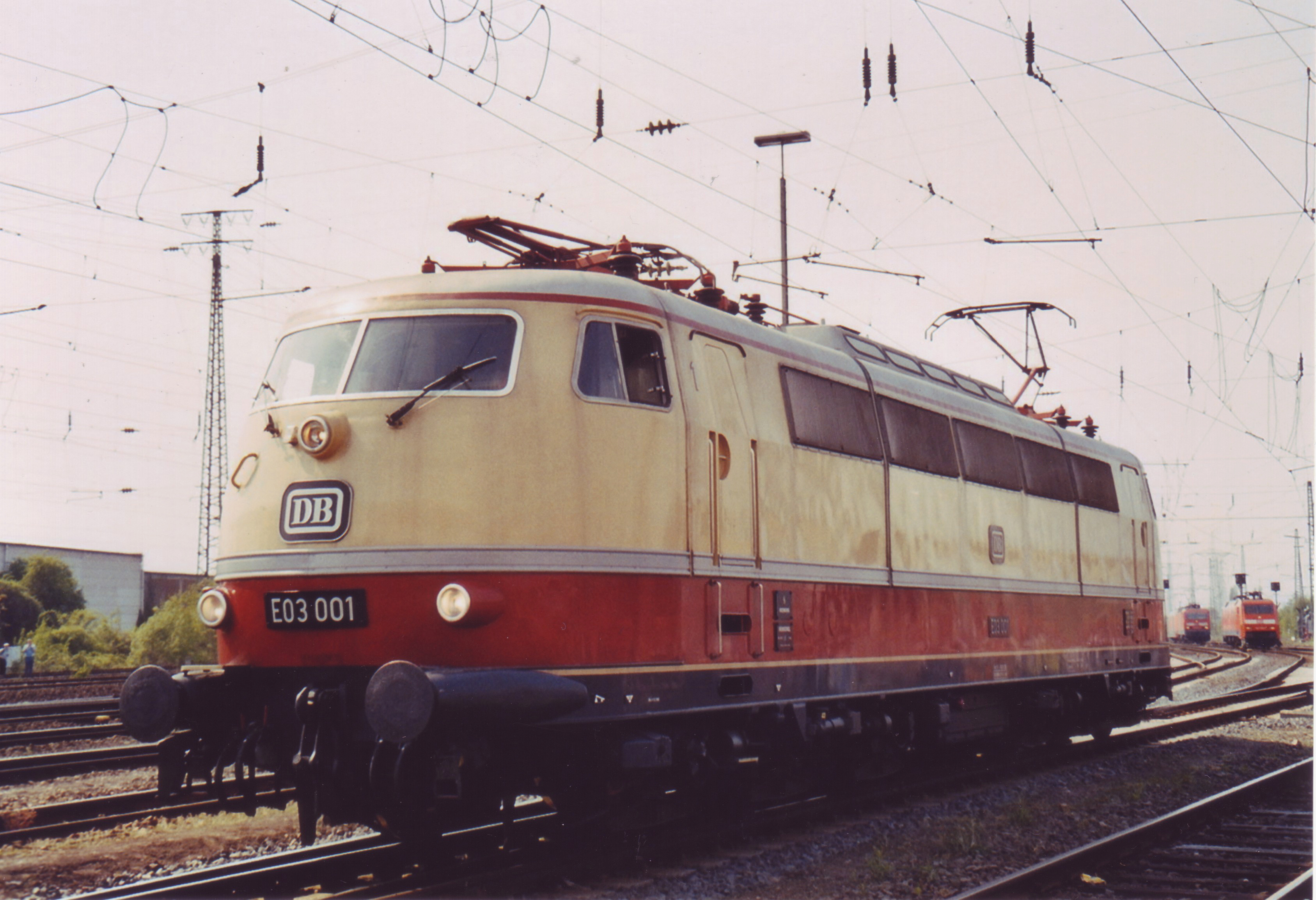
正在纽伦堡德国铁路博物馆进行巡游的E03 001号机车（2006年）

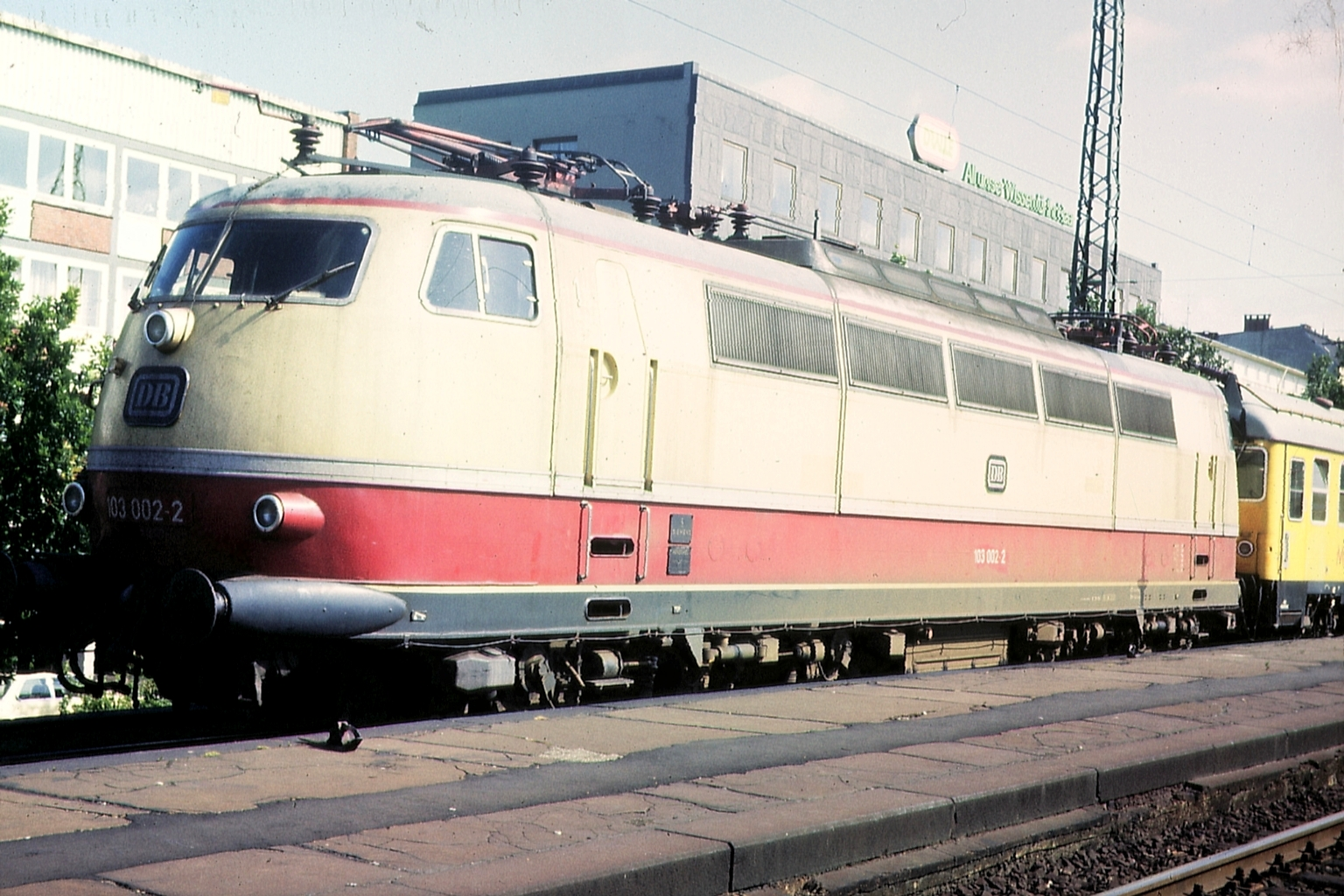
103 002-2号样车停靠于汉堡阿尔托纳车站（1983年）

首台竣工的机车是E03 002号车。它于1965年2月11日在亨舍尔的卡塞尔工厂出厂，德国联邦铁路为其举行了出厂仪式（p. 78）。此时它暂时使用了E03 001号机车的标牌。一个月后，真正的E03 001号机车出厂，而E03 003号和004号机车也在6月竣工。
新机车在1965年6月的慕尼黑交通展首次对公众展示。凭借其在当时的卓越性能，E03型机车在面向公众时并不使用普通的（快速列车机车）称谓，而是使用（高速運轉机车）的专业术语作为惯用语直至1980年代末（p. 18）（p. 39）。时至今日，部分出版物在特定情况下仍然使用这一用语。
在慕尼黑交通展举办期间，新机车开始在慕尼黑至奥格斯堡间的鐵道路線上以200公里/小时的速度牵引两对定期快速列车班次（D10/11次及D12/13次）運轉。这对展览会本身及国际社会造成了不小的轰动：在1965年6月26日的常规时刻表中，德国既有旅客列车的運轉速度首次达到了200公里/小时。这项運轉在1965年10月3日终止，随后新机车又用作牵引全欧快车车厢。对于在如此高速的状态下運轉，德国联邦铁路需要得到联邦交通运输部的特别许可，但仅这在交通展举办期间有效（p. 15）。同时，这也是德国首款搭载自动化驾驶及制动操纵系统的机车，它支援火车司机进行车速定速行駛功能。
然而，伴随展示運轉的还有大量的机件损坏（pp. 28-31）。只有通过不断的更换这款技术尚未成熟的发动机及整机返回车辆段维修，才可维持常规时刻表運轉。因此，E03 003号机车在展览场地仅能展示一个已拆卸牵引电动机的车体。而此时其它3台用于牵引定期班次的机车中，有1台返回了车辆段，1台作为备用机车，仅剩有1台仍在维持牵引快速列车。尽管存在种种问题，E03型机车还是在交通展期间以200公里/小时的速度完成了347次演示運轉（pp. 30-35）.</ref>。
交通展结束后，4台机车又被运用至由慕尼黑始发的快速列车服务中，当中包括慕尼黑至斯图加特间的线路。虽然机车偶尔会在盖斯林根山区的爬坡路段发生机械舱过热的问题，但德国联邦铁路还是坚持在这条线路中运用（p. 32）。所有4台试验性样车在1974年的冬季运行图调整中均转为配属汉堡埃德斯特德车辆段。它们被用做牵引在德国北部運轉的普快列车服务，偶尔也会用做牵引通勤列车（p. 32）。
自1979年起，机车开始作为测试平台分别运用于明登及慕尼黑。在这里，它们执行铁路车辆的会车测试，也用于监控线状列车控制系统和检查接触网，并对新研发的机车车辆进行测试運轉和验证運轉。甚至在1980年代，E03 003号机车改型为750 002号机车后还参与了120型机车的开发和测试，并作为首台ICE-1列车动力车的制动机车運轉（p. 76）。至1997年，最后一台试验性样机750 001号机车，即原E03 001号机车宣告结束运营。

#### 量产机车

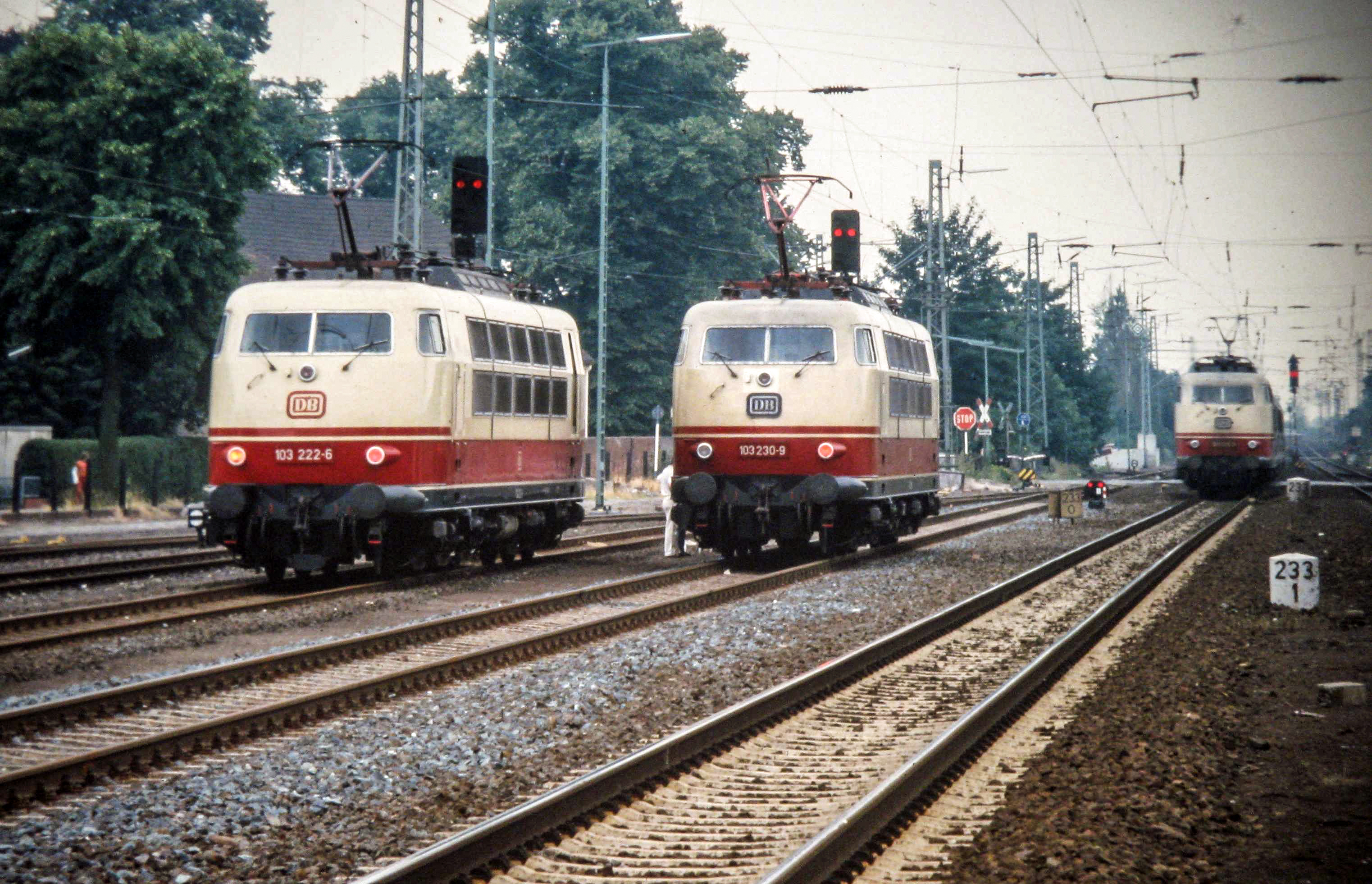
1984年停靠于不来梅的3台103型机车（右侧机车使用旧版的德铁黑色金属标志，左侧机车则贴有新版的红色标志）

1969年，德国联邦铁路对新的103型机车提高了要求。它应当可以负重400吨达到200公里/小时的運轉速度，而不是此前的300吨。同时，牵引800吨重的快速列车班次也应达到160公里/小时（p. 28）。因此，量产机车不纯粹是试验性样车的复制品。
主变压器及牵引电动机的输出功率也被加大。这需要对通风设备进行重新修订（pp. 15-16）。因此，量产机车在车体侧壁设有两排、每排各5个风扇格栅，从而与4台试验性样车形成了鲜明的外观对比。然而这种设计却加重了机械舱的清洁负担。牵引电动机配备了一个全新的、高耐热度的绝缘体（p. 22），以及经过改良的换向器集电装置。因此它们对于过载并不敏感。
103 109-5号机车作为首台量产机车于1970年5月23日出厂、7月20日通过试運轉并于9月8日通过验收。103型机车总是会经过两次验收，以便在牵引运营过程中对新型的电子组件进行测试（p. 58）。在运营测试完成或所有问题都得到解决后，就来到了最终验收。投入運轉的机车并不是按数字顺序进行编号。最后一台出厂机车的编号使用103 245-7号，它是在1974年7月11日通过验收。
进一步的改良设置被陆续加装至所有同型号机车，例如采用更好的轮轴支架和旋转减震器。出厂时配置的DBS54型双臂受电弓自1970年代中期开始，多次在高速运转的区域内扯断接触网。因此它们被新式的SBS67型单臂受电弓所取代，部分撤换下来的受电弓则运用于111型机车上（p. 4）。
量产版的103型机车引入了平滑的空气动力学外形，使得最高運轉速度可达200公里/小时。尤其是其高性能配置达到了1970年代初机车制造业的巅峰：伴随着7,440千瓦的额定持续功率，103.1型机车成为德国联邦铁路功率最大的电力机车，而其15.6千克/千瓦的功率重量比也被视为传统的单相交流电技术中所能达到的最优化比重。
瞬时功率则会再略高一些，因此例如312千牛的起动牵引力可一直维持至120公里/小时的速度（使用变压器转换甚至高达140公里/小时），这相当于10,400千瓦的实际功率。有了这个性能配置，103型机车可以200公里/小时的速度牵引400吨重的快速列车在平地上、或牵引300吨重的快速列车在5‰的斜坡上運轉。随后，当城际列车不再是全一等车厢等级，而是加入二等车厢编组后，103型机车也开始以200公里/小时的速度牵引超过600吨重的快速列车（p. 129）。如今德国铁路的三相交流电高速机车在名义上也有着类似的大（持续）功率数值，但前者用作加速度的瞬时功率却明显低于103型机车，因其按规定仅可比持续功率略高（p. 33）。然而103型机车在后期为了防止电机损耗，又将其最大功率限制为9,000千瓦（相当于600安高压电流）。

### 结构

#### 机械部分

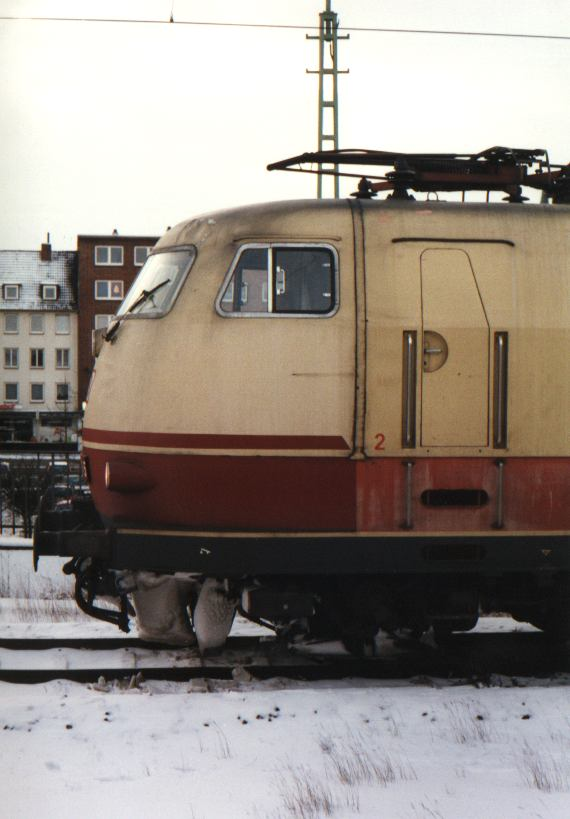
停靠于不来梅港的103 133号机车端部（1999年）

103型机车采用全焊接式底盘（p. 19），用以承载两副三轴转向架上的所有电气设备。机车车体包括2个焊接的钢制驾驶室终端和3个由螺旋拧入框架的非结构化可移动铝制车顶盖（p. 34）。这些可移动的车顶盖是德国联邦铁路为电力机车所设计的新式产品（p. 39）。

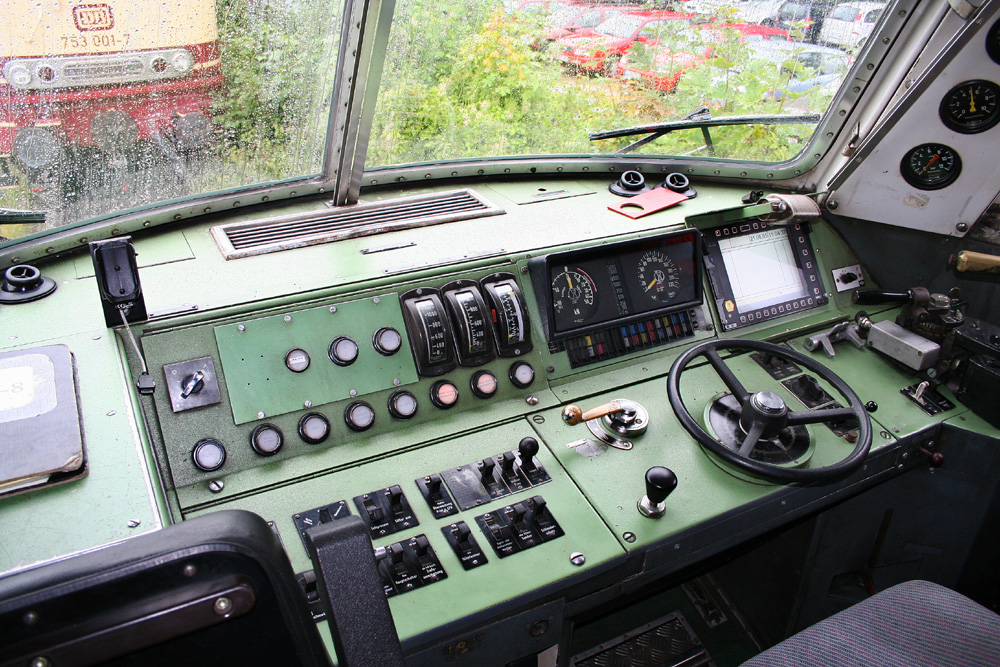
103型机车的驾驶室

机车的端部是根据空气动力学进行設計改善，因而造成两端驾驶室的空间狭小，这种设计也招致了动力车驾驶员的抱怨（p. 130）。有顾及此，自103 216-8号机车起，所有后续生产的同型机车均扩大了驾驶室空间，并使用更为舒适的座椅（p. 18）。整台机车的长度从而被延长了700毫米。而为了应对驾驶室在運轉期间产生的高温，所有机车在其后都加装了空调设备（p. 16）。机车车体的狭长设计则有助于提升机车的技术性能（p. 18）。
转向架拥有更好的最大侧向加速性，中间轮轴的横向游动范围达到8毫米（p. 19）。轴承由橡胶弹簧连杆支撑，每个支架由2个螺旋弹簧组成，并配备有液压震荡减振器（p. 19）。自103 216-8号机车起，它们还装备了额外的旋转减震器，使得運轉更为平稳。而既有的机车也进行了相应的加装（p. 20）。转向架上方是轻量化的牵引电动机及其传动装置。动力传输通过西门子-舒克尔特新开发的橡胶环万向传动轴实现，并通过推杆或拉杆输送至转向架（p. 27）（p. 14）。

#### 电气部分
车顶设备包括2个车顶隔板、压缩空气总开关、用于测量接触网电压的高压互感器以及2副受电弓（p. 44）。首台量产机车配备有带高速专用摇臂的DBS54型双臂受电弓。自1976年起，它们又与首批111型机车上使用的SBS67型单臂受电弓交换，这是由于DBS54型发生过多起在高速运转的区域内扯断接触网的意外。
牵引功率为6,250千伏安的油冷和强制冷却主变压器有三条感应线（初级回路、次级回路和磁回路）（pp. 46）。牵引绕组在高压电端设有约40个分接头，并通过回转阀门和晶闸管断路器切换（pp. 46）。分解阀门则藉由一个电子随动控制器或辅助的脉冲控制器实现控制。两种分接可以瞬时进行切换。在160公里/小时以上的较高牵引力速度范围中，牵引绕组可以将主变压器的无功功率由500伏切换至650伏，并对应至各种需求不同的牵引任务中：牵引轻载列车速度达200公里/小时或重载列车达160公里/小时。但这项功能在后期已被关闭。
103型机车的量产版样车使用的是6台WB 368/17f型强制冷却式牵引电动机，这是由西门子-舒克尔特新开发的一款12极交流电串励电动机（p. 21），其最高转数可达1,525转/分钟，重量为3,500千克。该电动机的持续功率在机车研发的最后阶段已经提升至1,240千瓦（p. 32）。

#### 制动系统
制动系统首次使用了自励式運轉的阻力制动，它由牵引电动机产生直流电，并经由制动电阻转换为热能。它仅需要一个蓄电池的脉冲激励，而接触网并不对此供电。制动电阻的工作温度可达650℃。它们是通过制动电流传输，在停电的情况下，还会被输送至牵引电动机通风装置。电力制动的瞬时功率可达9,800千瓦，而持续运作的最大功率则为4,800千瓦。它可以在200公里/小时至40公里/小时间保持180千牛的制动力（pp. 48-50）。如今的三相电力机车无法实现这样的瞬时功率值，其制动功率会比常规的最大驱动功率略低。高效的电阻制动使得103型的试验性样车以及量产机车成为一款最受欢迎的制动机车（p. 76）。其最近一次使用是在2002年于科隆-莱茵/美因高速铁路中锡格堡附近的40‰坡度上（p. 106）。
此外机车也使用间接制动和三通阀的空气制动系统。其中试验性样车使用的是两级制动器，量产机车使用的是三级制动器（p. 29）。在運轉中会先启用电阻制动，空气制动通常仅在电阻制动力下降至停顿状态前才介入。直接辅助制动器则作用于每副转向架6个制动缸中的增压器。机车均配备有电-空制动控制系统運轉。

#### 保护装置
103型机车驾驶室的辅助装置除了紧急列车停止装置（Sifa）及联控装置外，还有线状列车控制装置（LZB）及相关的点状列车控制装置（PZB）。在所有机车投入運轉时，使用的是西门子专门开发的LZB 100型，后来则被替换为微处理器控制的LZB/I80型。随着新线路的不断建成通车，机车还按规定配备了架桥紧急制动装置，以防止紧急制动的列车在隧道内停车。

### 改造

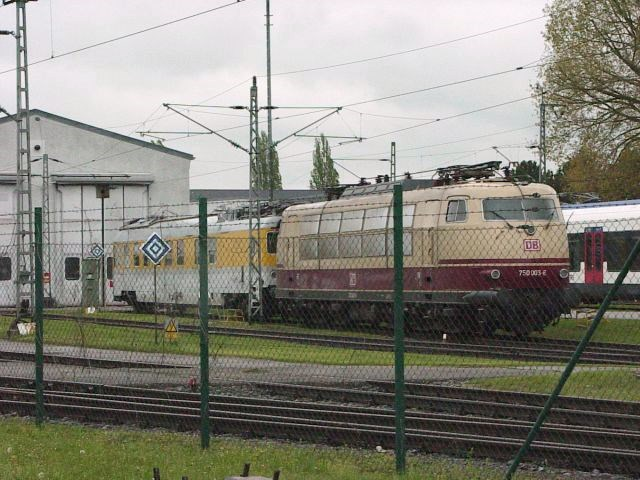
停靠于慕尼黑联邦铁路中央局的750 003号机车

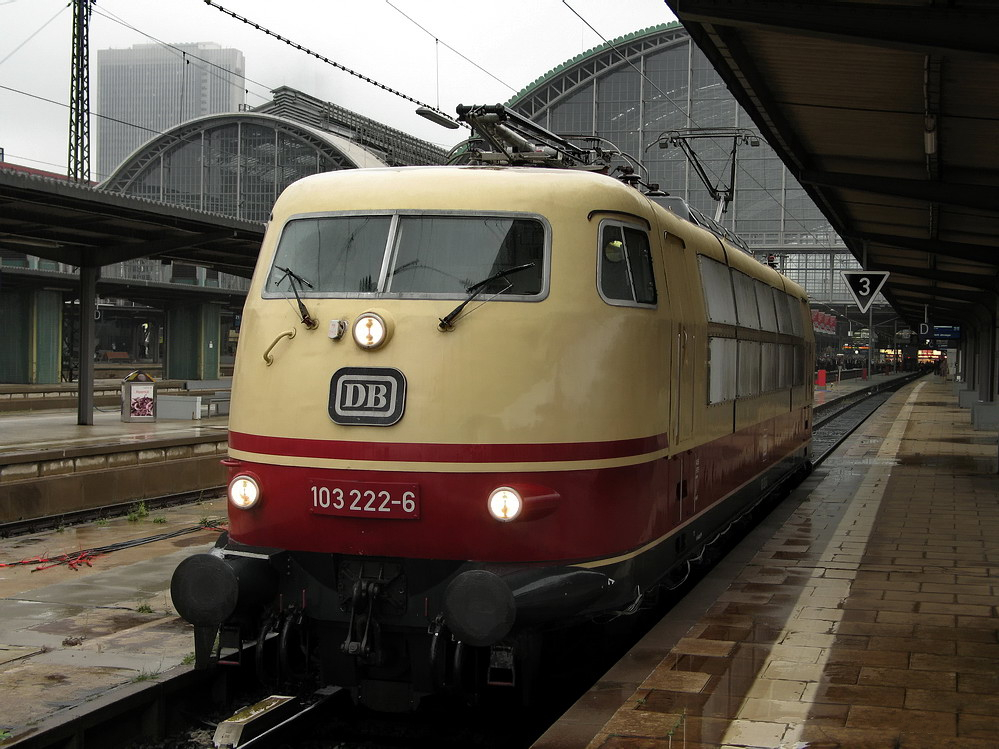
仍然采用旧版配色方案的103 222号机车

早在1970年代，103 118-6号机车便搭载了经过改造的传动装置，以使速度极限增加至265公里/小时。该机车曾多次在哈姆-明登铁路一段28公里长的试验路段参与约250公里/小时的测试運轉（pp. 58-67）。1973年9月12日，它在居特斯洛至新贝库姆区间达到了252.9公里/小时的最高速度（p. 78）。
1985年6月14日，明登联邦铁路中央局的一台试验性样车——设置了特别齿轮传动比的103 003-0号机车，在哈姆-明登铁路（布拉克韦德至新贝库姆区间）上创造了283公里/小时的德国軌道車輛速度紀錄（p. 511）（p. 78）。经过修改的传动齿轮比可以在短时间内输出超过10,000千瓦的功率，也是机车为高速運轉作出的唯一变化（p. 215）。该机车是当时德国速度最快的机车，其纪录直至1993年8月6日才被欧洲短跑手的原型车（127 001号机车）以310公里/小时的速度打破。
自1986年7月起，103 003-0号机车又开始在汉诺威-维尔茨堡高速铁路的南段进行大量验证及测试運轉。1986年7月15日至8月8日期间，机车在布尔格辛线路所至霍厄瓦特横渡线区间（26公里）被核准以280公里/小时的速度運轉。随后，它又与120 001号机车共同运用，以测试新型的受电弓。直至1987年，它还在线路上进行过多次试验，特别是用作列车交会时的空气动力效应检验以及气密性轨道车辆的开发检验。进行这类试验的同型机车还包括103 001-4号、103 004-8号、103 107-9号以及103 154-1号机车（pp. 58-67）。
1988年1月，103 003-0号机车按照规定恢复了标准的齿轮传动比。
1989年9月，103 222-6号机车开始搭载最初配备于103 118-6号机车上的传动装置及高速转向架，并被核准以280公里/小时的速度极限用作试验運轉。同时，基于改造后的试验性特点，该机车又作为轨道工程车辆被重新编号为750 003号。自2005年5月底起，机车再次恢复使用103 222-6号的编号，但仍然可按280公里/小时的最高速度運轉。

#### 色彩变化
作为全欧快车的牵引机车，103型机车在服役初期使用的是与其他大多数车型不同的车身涂装。此外还有各种客制化涂装。但有一个例外是机车从不曾采用德铁自1996年以来实施的标准化交通红色RAL色彩方案。
所有103型机车的原始涂装均为洋紅色/米色的全欧快车色彩配以黑灰色的底架下缘。前端的红色镶边则作为过渡延伸到高位的全欧快车车厢分色边缘。首台量产机车103 109-5号是唯一一台在风扇格栅周围使用灰色涂装的机车，并以尖锐的造型渐变至近门侧。所有103型机车（包括试验性样车）最初在前端都具有一个凸起的德铁金属标志，但后来则常由相应的红色路徽所粘贴取代。个别机车自1980年起开始使用新涂装，其中车体至底架下缘均被漆以紫红色，以匹配经过同样方式修改的车厢涂装。
新的德铁配色方案于1987年被运用至大多数机车上（p. 43），这是一个采用全东方红色（orientrot）的涂装，并在驾驶室挡风玻璃的下方配衬白色的围兜。然而这种涂装往往会在短时间内风化和褪色（p. 47）。
用作汉莎机场快车服务的103 101-2号机车在1991年5月被漆以与客车车厢相匹配的黄色/白色涂装。在黄色区域的下侧还绘有汉莎航空的鹤形标志及列车名称，德铁标志则被撤下。这款涂装一直被使用至1993年5月31日。
1995年，为宣传德铁的旅游列车，103 220-0号机车以宝蓝色、叶绿色、交通黄色、天蓝色和纯白色漆成了一个多彩斑斓的涂装，藉此象征河流、陆地和天空等元素。该机车很快便获得了“极乐鸟”的称谓，并仅在车头粘贴一个较小版本的红色德铁缩写字样。
在103型机车全系退役前不久，103 233-3号机车在奥地利铁道模型制造商Roco的主导下被漆以交通红色涂装，并于2000年8月5日正式亮相。机车在前端并没有白色的围兜，但在同样的位置上贴有德铁字样，并在两侧辅以白色条纹。两端驾驶室的侧窗下方均有一个广告标签，简要介绍了这项活动以及103型机车过去对德国铁路运输的重要贡献。Roco营销部门的构思源自《铁道信使》杂志的一个愚人节玩笑，后者曾在杂志中刊登过一副103型机车采用交通红色涂装的合成照片。103 233-3号机车的模型仅由Roco独家提供。

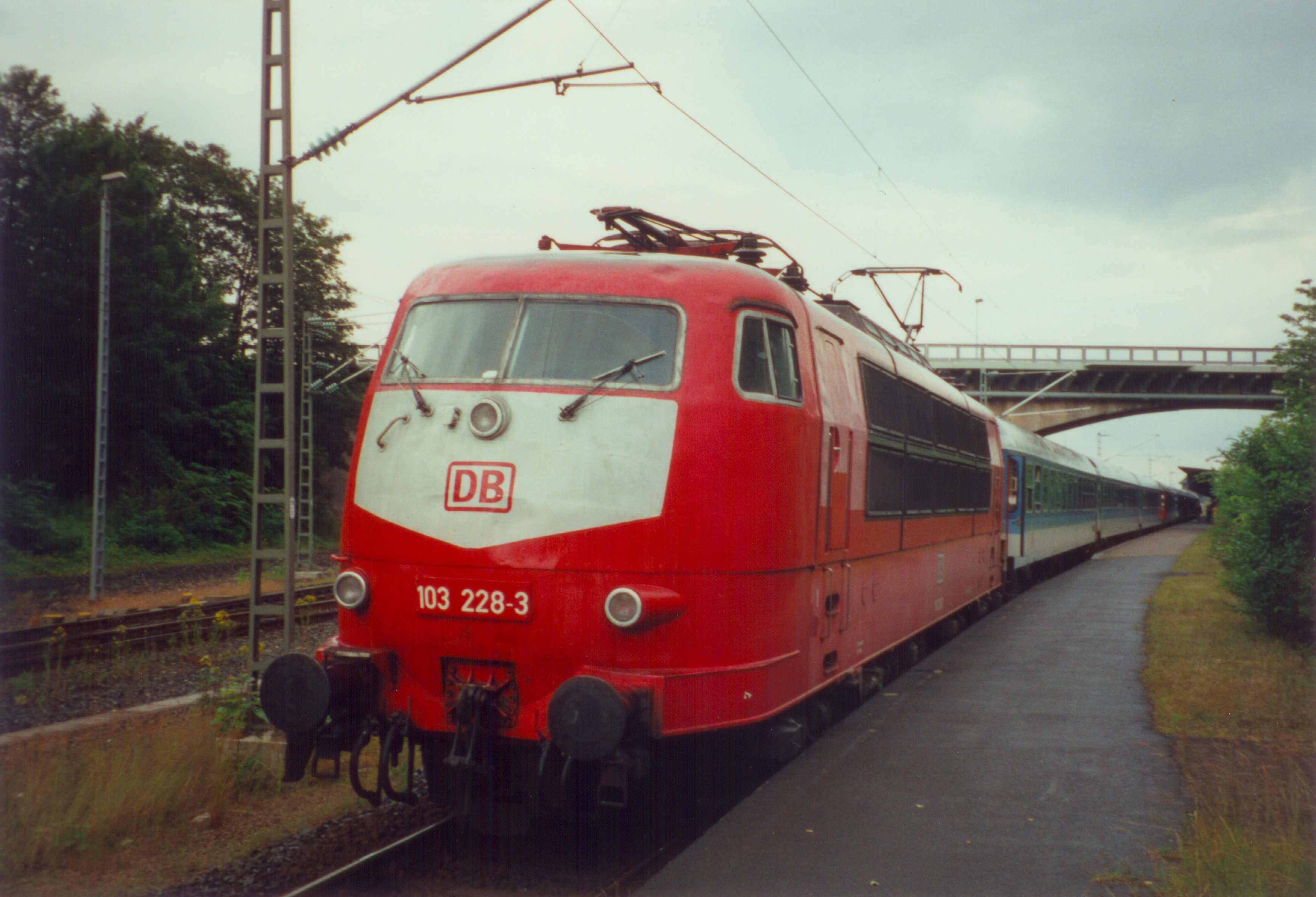
采用鮮紅涂装及白色围兜的103 228-3号机车
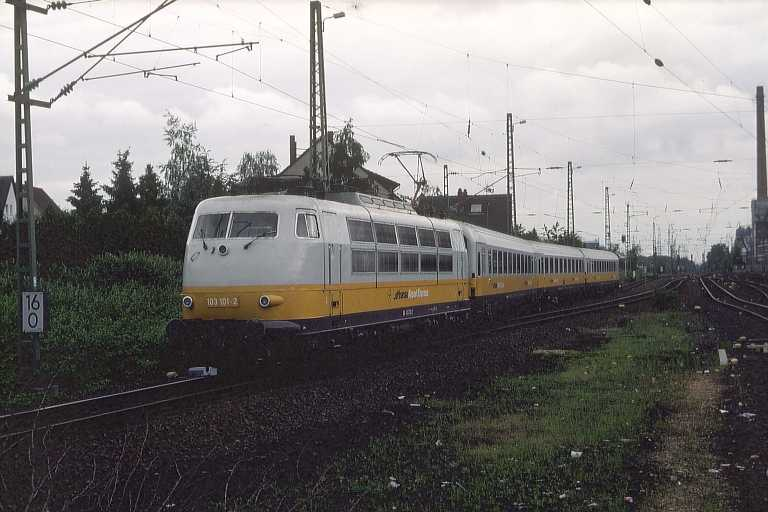
采用汉莎机场快车涂装的103 101-2号机车
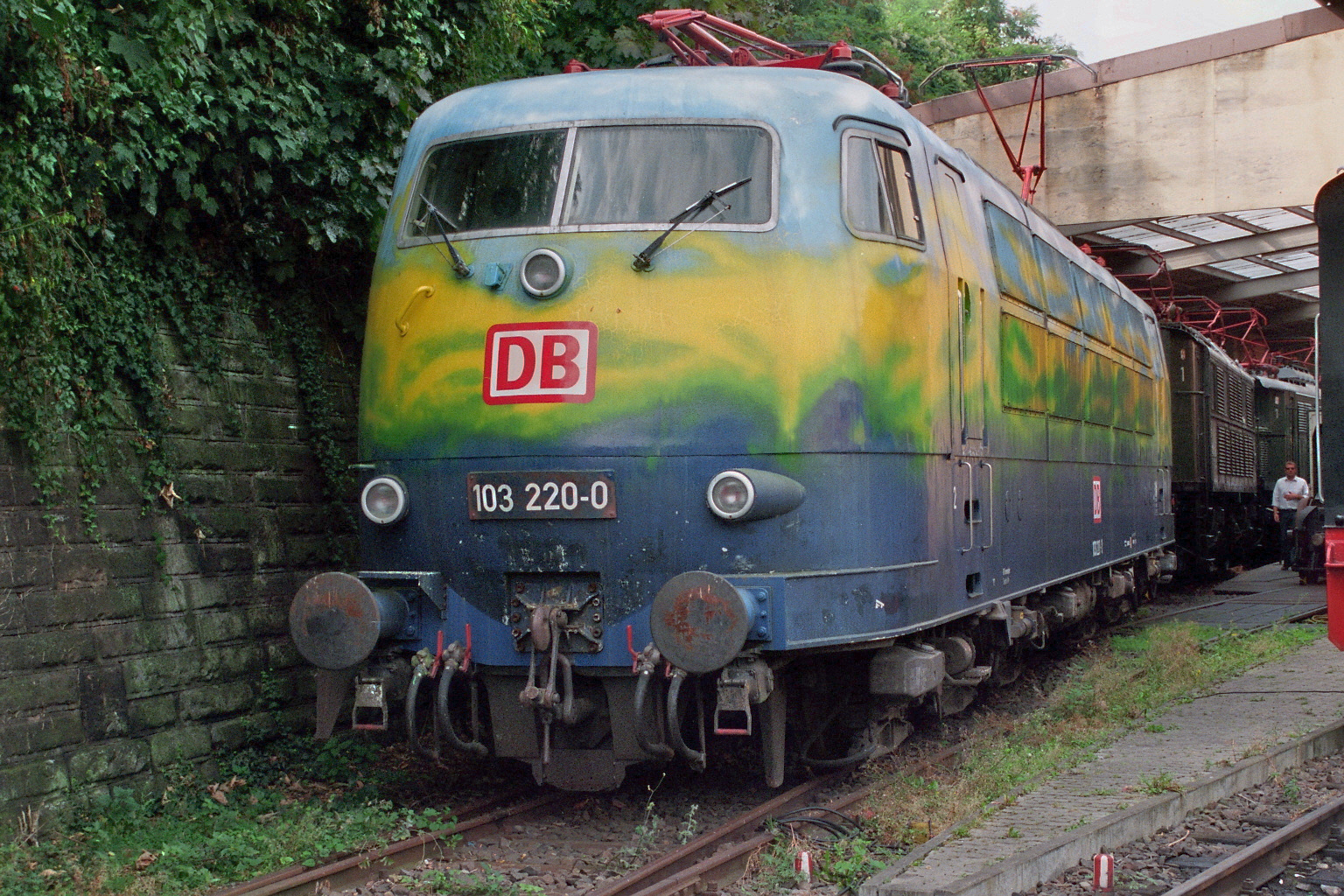
采用德铁旅游列车广告涂装的103 220-0号机车
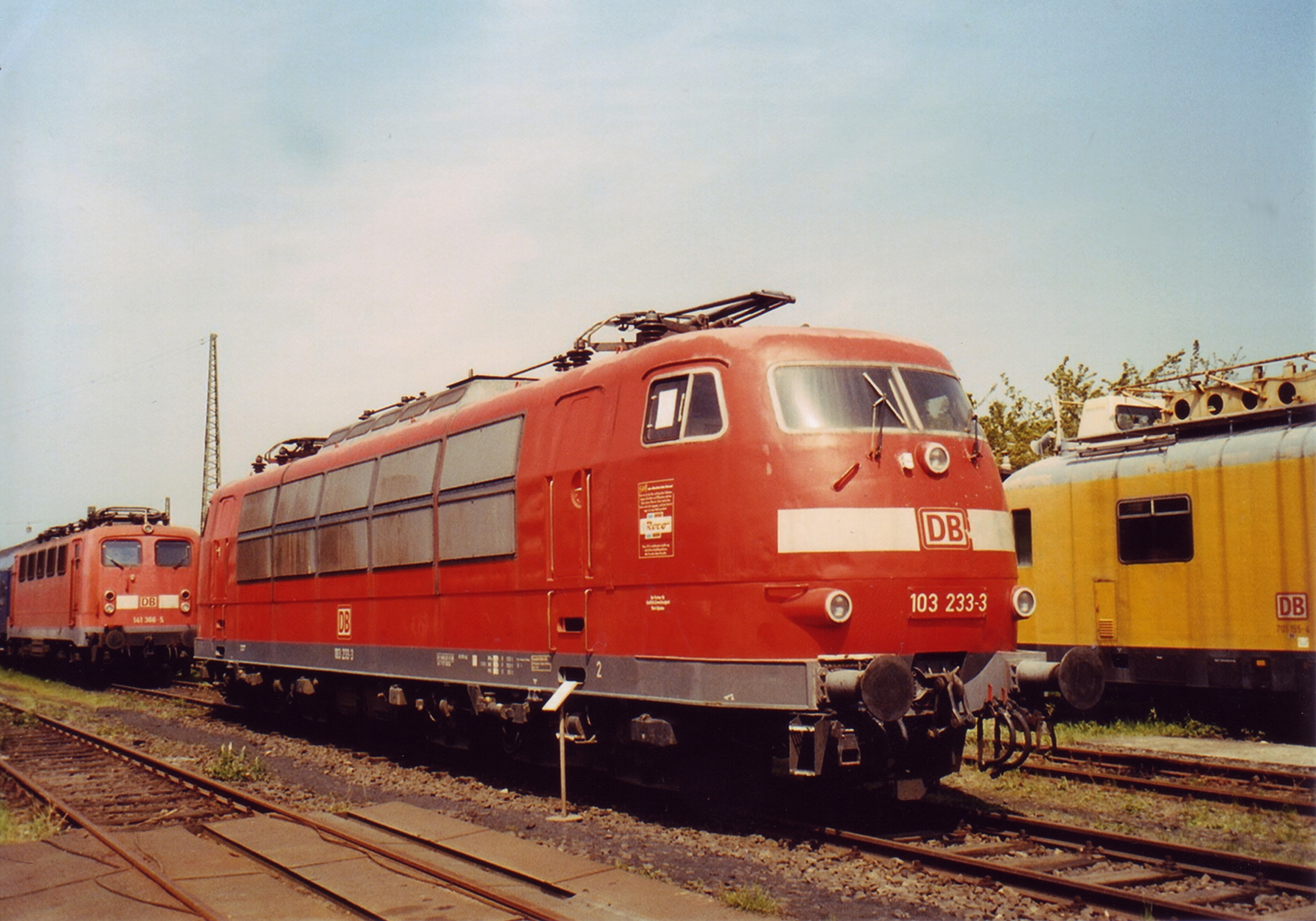
采用交通红涂装的103 233-3号机车

### 现存机车

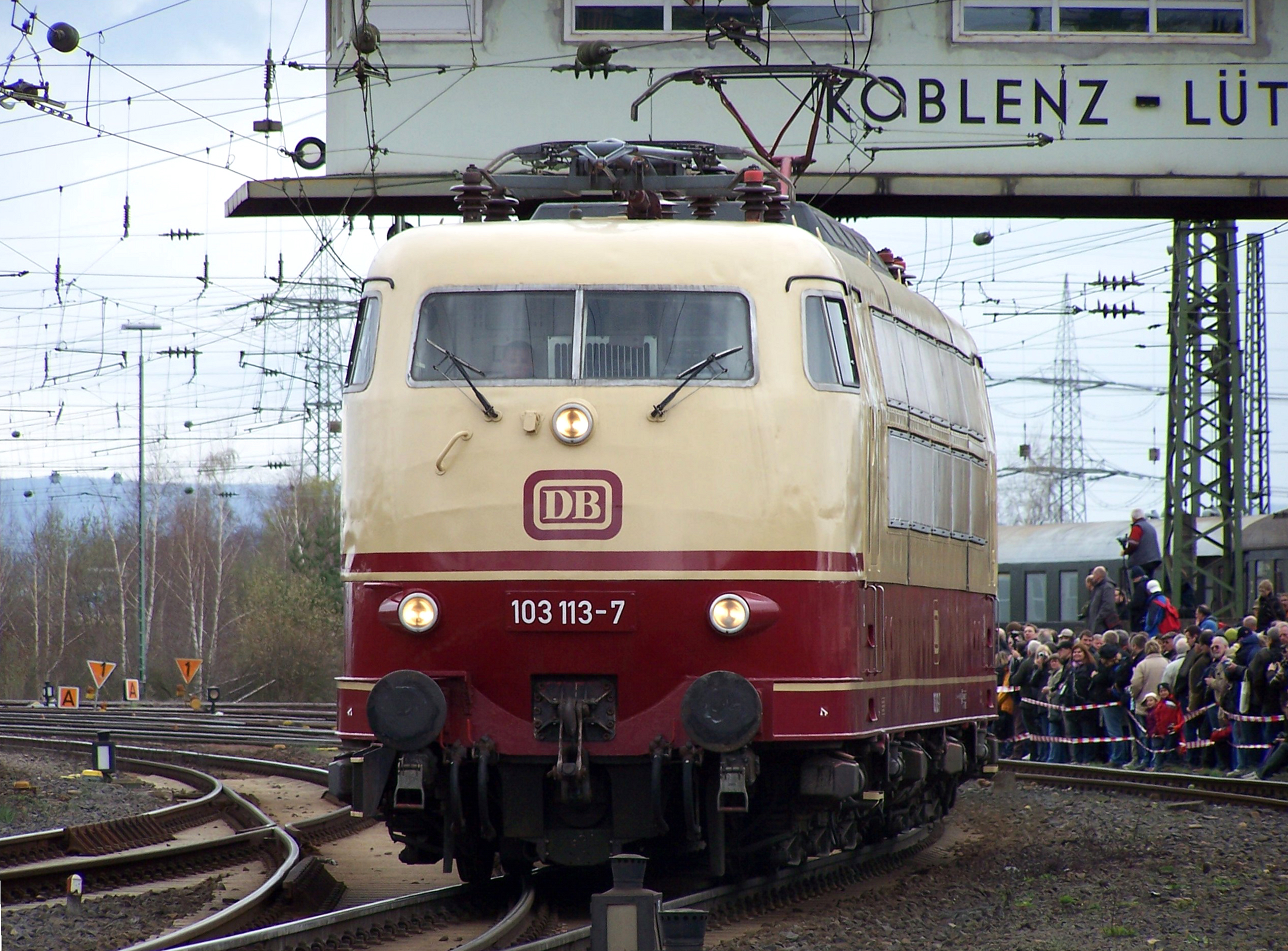
存放于科布伦茨德国铁路博物馆的103 113号机车（2010年）

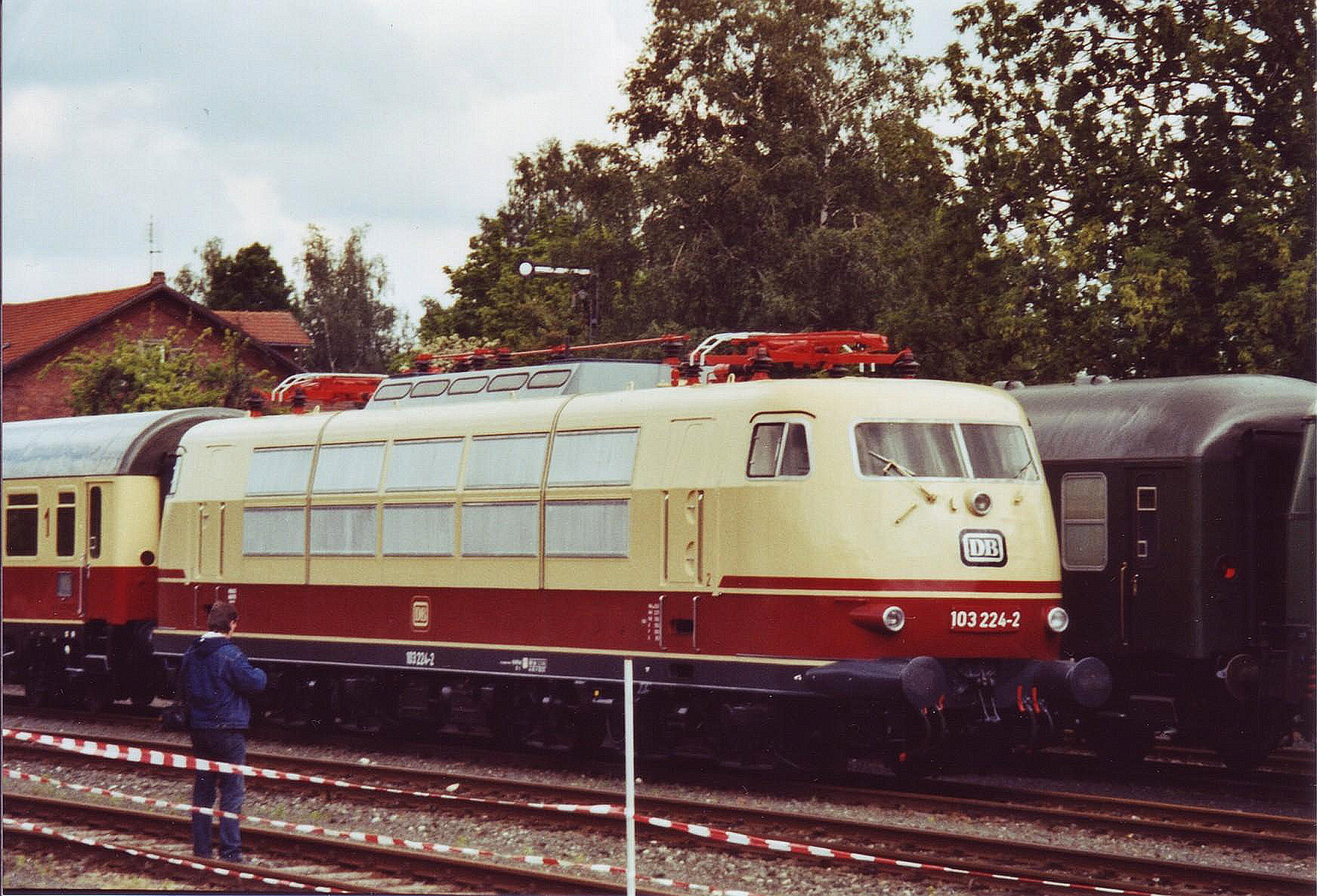
展示于德国蒸汽机车博物馆的103 224-2号机车（2006年）

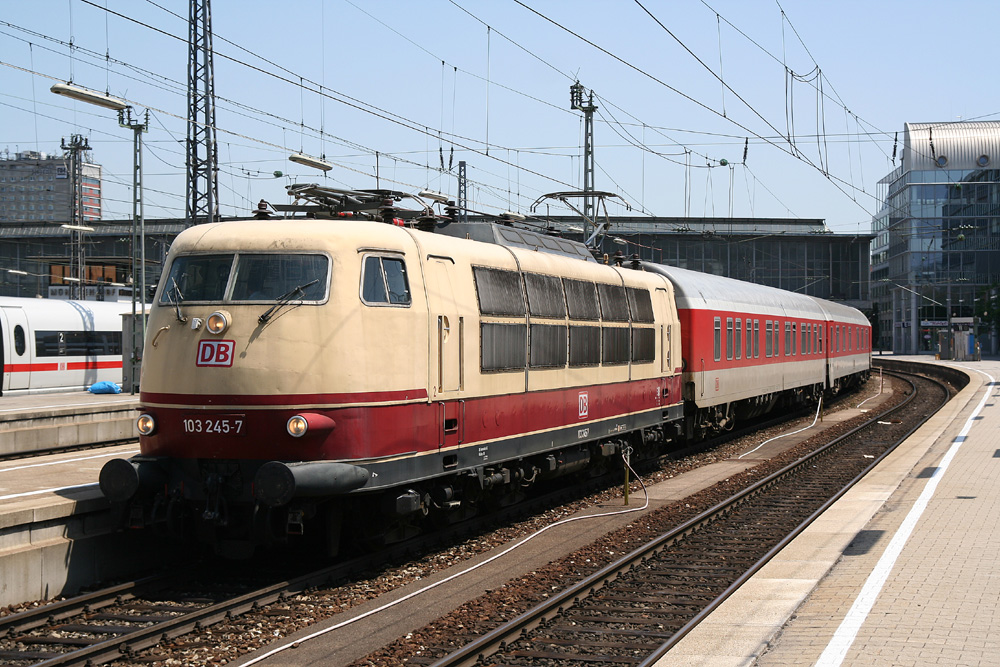
牵引人车同行列车的103 245-7号机车停靠于慕尼黑中央车站（2007年）

截至2013年11月，仍有3台103型机车依然用作定期客运班次的牵引任务。虽然绝大多数车辆现已退役和报废，但仍有为数不少的样本被各铁道博物馆所接收（迄今仍然存在的机车以粗体表示）。
- E03 001号机车在2006年11月10日最后一次作为原型车运营后达到使用年限，并很快被移送至科布伦茨德国铁路博物馆（德语：DB Museum Koblenz），期间也会偶尔展示于纽伦堡交通博物馆的2号展厅。
- 103 002-2号机车在进行外观翻新后被售予私人个体，并移送至帕尔斯贝尔格的主题公园Spatzenpark。
- 103 004-8号机车长期停放于利希滕费尔斯车辆段。在2006年夏季末，其外观被恢复至出厂状态。
- 103 101-2号机车自2013年起为德国铁路博物馆所持有，并在达姆斯塔特-柯拉尼希施泰因铁道博物馆（德语：Eisenbahnmuseum Darmstadt-Kranichstein）中展出。
- 103 113-7号机车自2013年1月起为德铁长途运输所持有，并驻扎在法兰克福。它经常与103 235-8号机车共同重新牵引定期班次。
- 103 132-7号机车为德国铁路博物馆所持有，并在2009年10月28日移送至德绍。其最后一次服务是在慕尼黑作为103 235号和103 245号机车的热备机车。
- 103 136-8号机车被售予讷德林根的巴伐利亚铁路博物馆（德语：Bayerisches Eisenbahnmuseum），并在当地进行陈列展示。
- 103 167-3号机车自2013年起为德国铁路博物馆所持有，并陈列于弗赖拉辛格机车世界（德语：Lokwelt Freilassing）。
- 103 184-8号机车是除103 113-7号机车外仅存的两台缓冲器间距为19,500毫米的103型机车之一。它自2002年1月18日起开始由德国铁路博物馆进行展示運轉，并在同年重新漆以红色/米色的涂装配以旧的德铁路徽及“德国铁路博物馆怀旧运营”（DB Museum Historische Verkehre）字样。机车可与全欧快车车厢搭配運轉。它配属法兰克福车辆段并在当地进行保养维护。机车还配有一副可在瑞士運轉的特殊受电弓，不过目前已不再驶往当地。2013年1月，它被德铁长途运输收购。自2012年3月起，机车因轮对磨损而无法继续運轉，并在2013年6月达到使用年限。2013年6月11日，它与103 101-2号机车一同被转移至达姆斯塔特-柯拉尼希施泰因铁路博物馆。2013年11月19日，它又用作会车運轉而入驻法兰克福-格里斯海姆车辆段（德语：Bahnbetriebswerk Frankfurt-Griesheim）。
- 103 197-0号机车在2003年售予科隆的私人个体。它被封闭式停放于科隆的比肯多夫区（德语：Köln-Bickendorf）。机车在出售前曾于奥普拉登中修段（德语：Ausbesserungswerk Opladen）作为会议室使用[17]（p. 527）。机车二端的驾驶室被完全拆除，相关部分被漆以蓝色的阴影。2006年12月中旬，机车也被转移至Spatzenpark，并在当地被重新漆以经典涂装。
- 103 220-0号机车是“极乐鸟”系列机车。由于多彩的配色，使其成为了铁路爱好者热门的拍摄对象。自2003年以来，它被陈列于诺伊施塔特铁道博物馆（德语：Eisenbahnmuseum Neustadt/Weinstraße），后自2013年起为德国铁路博物馆所持有。
- 103 222-6号机车（持有280公里/小时的運轉速度许可）最初是由明登联邦铁路中央局在全德范围内进行测试及验证運轉。1989年11月30日，它从常规车队中退役并被重新编号为750 003号机车[18]（p. 309）。随后，德铁系统技术（德语：DB Systemtechnik）作为明登联邦铁路中央局的继任者延续了相关的運轉操作，并始终将机车驻扎在明登。2005年，机车恢复103 220号的编号[18]（p. 309）。其工作于2014年被182 506号机车取代。103 220号的未来目前仍不明朗。
- 103 224-2号机车在诺伊恩马尔克特的德国蒸汽机车博物馆（德语：Deutsches Dampflokomotiv-Museum）展出一段时间后，目前陈列于格劳豪。自2013年，它起为德国铁路博物馆所持有。
- 103 226-7号机车被永久性租借至103机车俱乐部（Lokomotiv-Club 103）。该机车是可運轉的，但德国铁路并未与其签定任何特别列车的運轉合約。自2013年，它起为德国铁路博物馆所持有。
- 103 233-3号机车现陈列于科布伦茨的德国铁路博物馆。其外观已经过重新处理，并继续采用交通红涂装。
- 103 235-8号机车为德铁长途运输所持有，并驻扎在法兰克福。它通常与103 113-7号机车一同用做斯图加特至明斯特间的定期城际列车班次的牵引任务。
- 103 245-7号机车是最后出厂的103型机车，并作为德铁长途运输的最后一台机车驻扎在慕尼黑。它在2013年主要担当纽伦堡至慕尼黑间的定期城际列车班次（IC2201/2301次及IC2206次）的牵引任务。

## 运用历史

### 早期运用
103型机车自1971年起主要用作牵引新设立的全一等车厢等级城际列车，同时也自1972年起用作牵引更舒适的全一等车厢等级全欧快车（TEE）和自1987年起用作牵引继任的欧城列车（EC），其中包括著名的莱茵之金号。103型机车的另一项重要任务是自1971年起在德国南北中轴线上负责牵引铁路行邮夜车。自1974年起，103型机车几乎接管了所有的城际列车班次。
然而在1977年以前，列车的最高限速基于线路原因仅能达到160公里/小时，这与103型机车的设计时速并不匹配。机车牵引4至5节车厢的运转无法全面发挥其性能。因此它在早年也曾经历过惨痛的挫折：
1971年7月21日，发了严重的莱茵魏勒铁路事故。由自动驾驶及制动控制装置（AFB）和线状列车控制装置（LZB）组成的机车半自动化车速控制系统导致了灾难的发生：或许是出于驾驶员的意愿，列车的控制系统由120公里/小时加速至140公里/小时，这令它无法减慢至以75公里/小时的限速通过莱茵魏勒车站前的狭窄弯道。列车随后失控出轨并撞向路基旁的几栋房屋。103 106-1号机车则坠入一个基坑，因遭到严重损坏而需在现场进行拆解（pp. 34-35）。在后续的事故调查期间，AFB装置也被禁止继续使用，直至其完成技术改良（pp. 34-35）。
此外在1971年至1972年的冬季，103.1型机车搭载的新受电弓在德国及奥地利境内均曾对接触网造成过损害。DBS 54a型受电弓的摇臂在遭受侧风时容易扯断，因此偶尔会在以较高速度運轉时脱离接触网。由不来梅往返于维也纳间的全欧快车欧根亲王号经常发生这类事故，因此列车在当时也被嘲笑为“欧根亲王号，贵族的惊悚”（Prinz Eugen, der edle Reißer）（p. 59）。这一问题在最初是通过更换常规类型的受电弓解决，但这些受电弓仅能达到160公里/小时的最高速度。最终的解决方案是使用全新的SBS 65型单臂受电弓，它们被首先运用至111型机车中。在某些情况下，103型机车会与111型机车交换使用受电弓（pp. 36-37）。
尽管如此，103型机车仍然是当时德国使用率最高的机车。由于其造价高昂，因此被认为在保养周期之内应该得到最大限度的运用（p. 81）。德国联邦铁路利用它填补了牵引普快列车和通勤列车的空白，在边远地区有时还会用于牵引货运列车。它们平均每月行驶35,000公里至42,000公里，每年则约为350,000公里。因此103型机车至今仍然保持着德国使用率最高的机车纪录：103 157-4号机车在1972年7月的31天时间内共行驶了50,251公里（p. 60）。

### 城际机车
自1977年起，首个能以200公里/小时速度運轉的路段开始在多瑙沃特-奥格斯堡-慕尼黑、汉诺威-于尔岑和汉堡-不来梅之间建成通车（p. 61）。103型首次获准在单一高速铁路中牵引定期客运列车按设计时速行驶。而在此前超过160公里/小时的運轉速度仅是临时性的豁免措施（p. 50）。
1979年，德铁修改了城际列车的运营理念。其首次引入了二等车厢，使得车厢编组被延长到11至14节，这也导致了更高的列车重量。尽管如此，德铁仍然允许103型机车维持200公里/小时的设计时速運轉。但是人们也必须认识到，现有的144台103型机车无法牵引所有的城际列车班次。在必要时，它们会被110型、111型和112型机车替代。同时由于荷载的增加也使得机车的损耗及返厂维修变得更为频繁。然而截至1985年，机车每日牵引的列车却由156班提高到183班（p. 64），平均每日的行驶里程超过了1,400公里（p. 8）。
由于用作牵引德铁当时速度最快的城际列车班次，以及经常停靠在德铁运行系统中的各大火车站，使得103型机车具有极高的知名度，这一印象还通过出现在德铁的平面及电视广告中得到进一步加强。大众普遍将其等同于城际列车，并偶尔称其为“城际机车”（InterCity-Lokomotive），这种称谓在后来也被部分文献所采用。
在1988年夏季的运行图调整中，103型机车的服务班次首次录得减少，这是由于采用三相交流传动技术的120型机车的首台样车在服务中也能达到200公里/小时的運轉速度。它们自1988年以来逐步在新建的汉诺威-维尔茨堡铁路中接管定期班次的牵引任务。为了适应新建线路中为数众多的隧道，德铁优先使用气密性车辆，而103型机车并不在此列（p. 44）。随着城际快车（ICE）在1991年中期推出，城际列车开始逐丧失德铁拳头产品的地位，从而也降低了103型机车的重要性。
在1988年中期，103型机车的损伤率约为30%左右。有多达15台低功率机车取代了已停止运作的103型机车。适用于车辆的LZB设备也因此特别容易受到干扰（p. 44）。

### 衰落

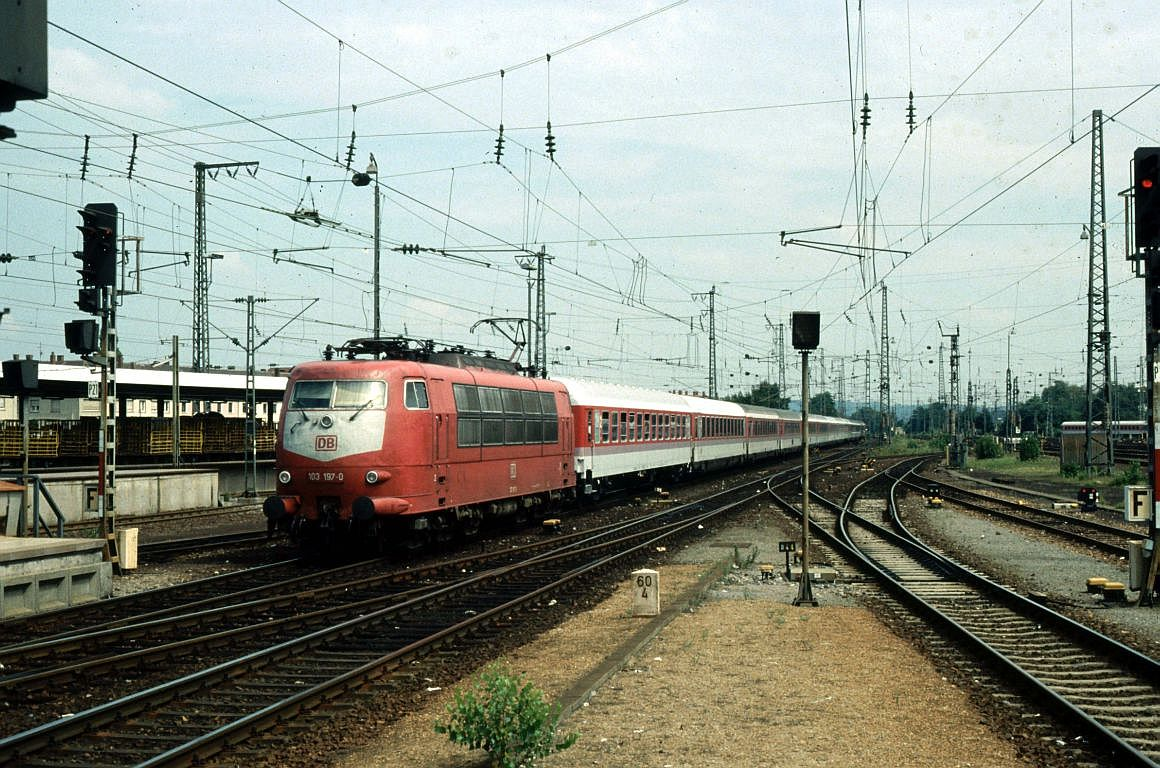
使用东方红色涂装的103 197号机车牵引欧城列车驶出卡尔斯鲁厄中央车站（1995年）

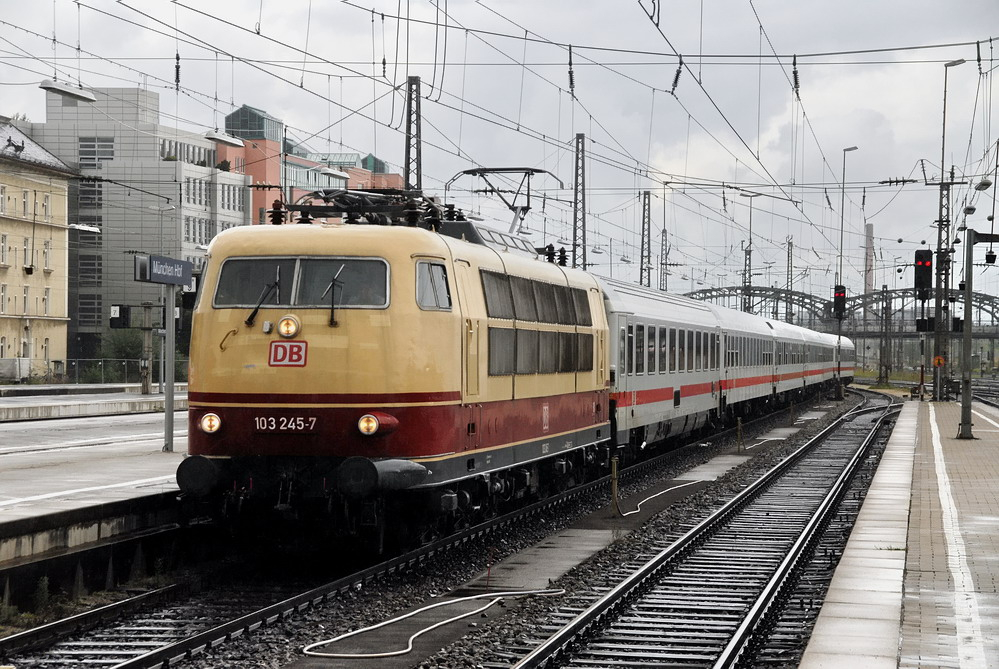
103 245号机车在慕尼黑中央车站

随着两德统一的推进，103型机车的使用量在1989年末与德国干线铁路网几乎同时在一夜之间扩大（p. 72）。自1991年5月起，它又成为汉莎机场快车往返于法兰克福至斯图加特间的的牵引机车，担当这一任务的103 101-2号机车更被漆以黄/白两色的汉莎航空涂装（p. 72）。
个别103型机车还于1990年代初在斯图加特地区用作牵引货运列车。由于高达312千牛的起动牵引力，使得机车原则上在不对传动齿轮比进行改动的情况下也可用于这项服务。
由于频繁的用作牵引重载城际列车，大多数103型机车均出现了日趋增加的磨损，例如转向架出现裂缝或牵引电动机及转换器发生故障。这是因为最初机车是针对全一等车厢等级的轻量化列车而设计，并非用于如今10-14节编组（有时甚至更多）的两舱等级城际列车運轉（p. 112）。同时，机车的性能还不幸受到如今被视为改善成本的DB 90方案所影响：運轉的保养周期被拉长，导致实际产生的损坏和故障率几乎不可避免的高企。事实上，即便忽略“损耗運轉”不计，额外强化城际列车的运用效益也加速了103型机车的衰落。此外，机车还日益被“滥用”至区域列车服务：103型机车的机械结构本是按大于临界值的高速机车设计，因而在区域交通运营中频繁的起动或制动，以及频繁穿过谐振频率范围，均为此付出了代价。
自1992年起，个别行驶性能不理想的机车的最高速度被限制在160公里/小时内（p. 83）。此时AFB通常会被移除，因为自动控制装置有时会启动行驶速度级的往复开关以维持所需的速度，進而造成干扰。这些机车仅满足最小的工作量（p. 16）。在接下来的一年里，由于铁路部门仍然出于节约成本的目的而仅对机车进行最低限度的维护，导致维护成本急剧上升。它们被要求在短时间内以143型机车替代，并需要采购一款全新的机型，因为两德统一后，高速铁路网络开始向德国新联邦州扩张，高速电力机车仍然缺乏。

### 替代及退役

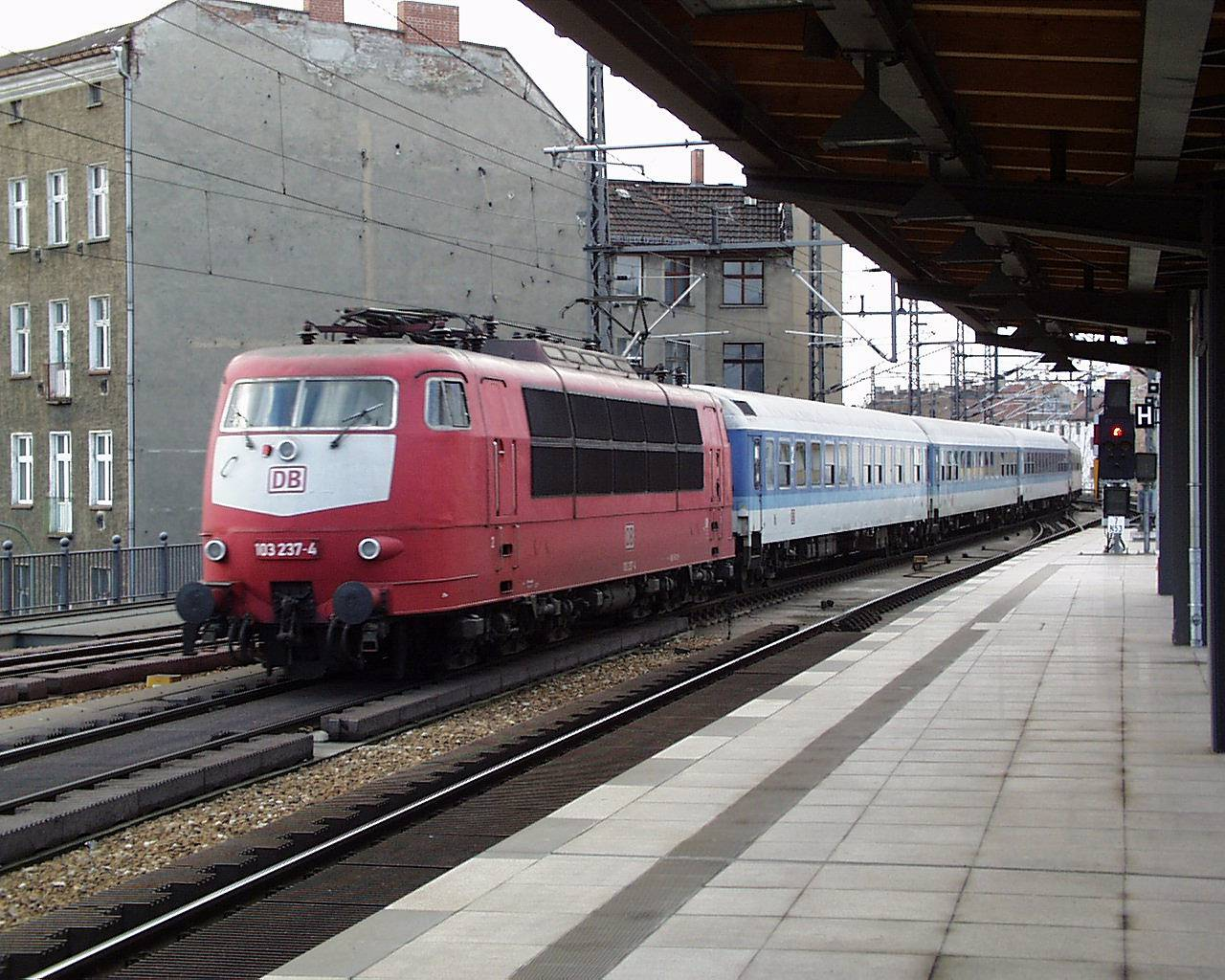
采用东方红色涂装的103 237-4号机车牵引区际列车通过柏林腓特烈大街车站（2001年）

德铁开始向各铁路制造商征求新的高性能机车方案。自1996年起，全新的101型机车作为继任者投入服务。101型机车的投产使得103型机车丧失了传统的牵引任务。作为一款多用途机车，前者取代了众多旧有机型。此外，ICE列车也是除了正在研发的三相交流传动电力机车101型之外的另一款继任车型，被选定在中远期取代103型机车担当的传统角色。
在这段时间里，103型机车除了城际列车外还得到了牵引区际列车及快速列车的新任务，这仍是一个相当不错的配置，因为这些列车也能按200公里/小时的速度運轉，并且线路中不会有太多的停站。然而，区际列车的运行图在接下来的几年中也日益变少，导致103型机车再次失去了一个重要的应用领域。同时一些机车则开始越来越多的运用至区域列车的牵引任务，由于这并不是一个理想的应用领域，导致其损耗进一步加大。无论如何，大规模牵引区域列车的广泛运用也未能获得成功，这是103型机车并不支持动力集中式列车控制车運轉，因此在许多区域线路中无法使用或只能部分允许使用。
103型机车的最后一次大规模应用是在1998年6月3日发生的艾雪德列車出軌事故后。当时，103型机车根据事故发生后制定的临时運轉图替换了所有被召回的ICE列车，再次成为德国高速铁路运输的中坚力量，直至ICE列车完成技术检验（p. 77）。
自1999年起，所有103型机车均被转让至德国铁路新成立的全资子公司——德铁旅行及旅游股份公司（DB Reise & Touristik AG），即如今的德铁长途运输，担当该公司旗下的旅游列车牵引任务。它们在此一直维持运行至其定期班次结束（p. 77）。

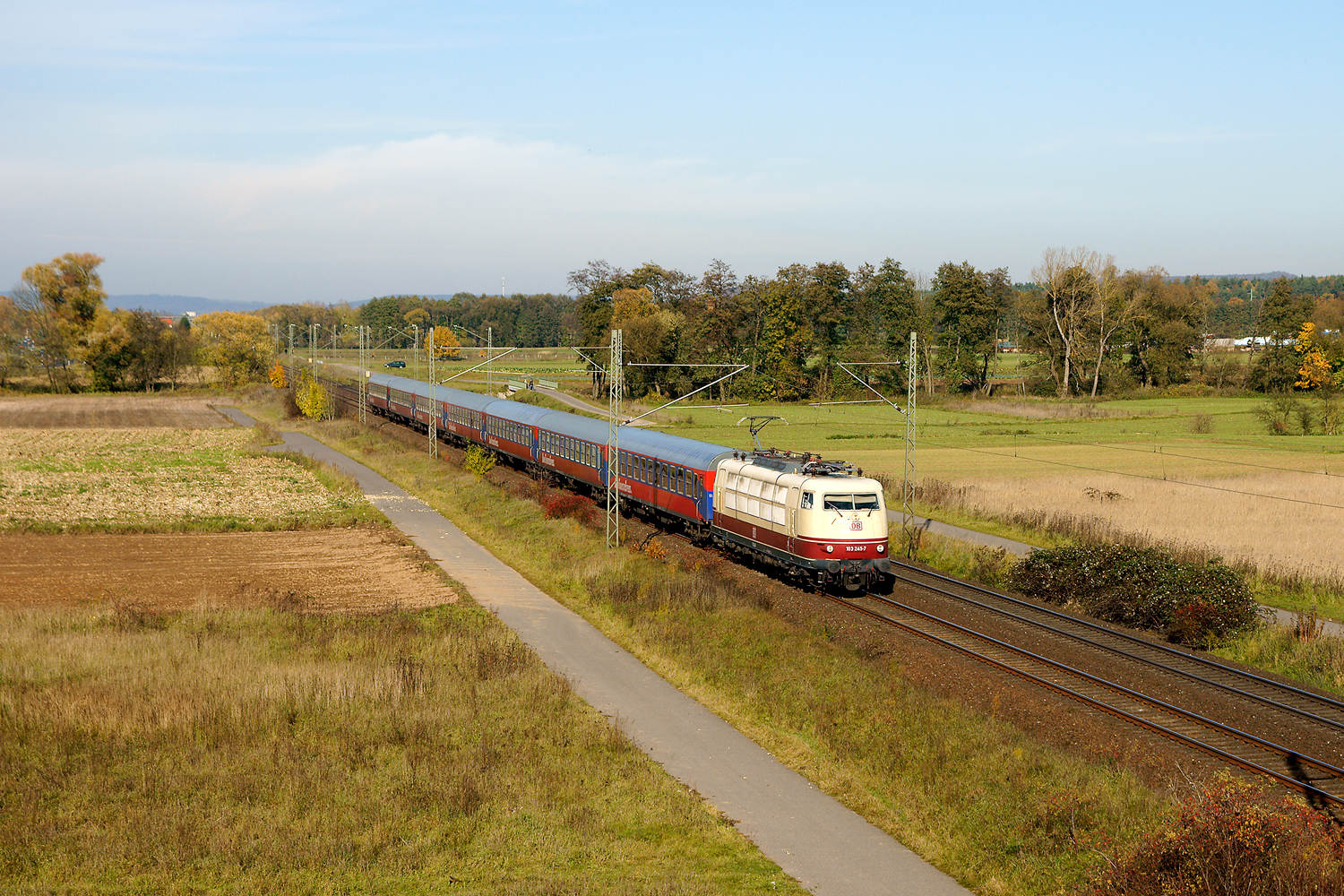
103 245号机车在2008年牵引ICE替代列车由莱比锡驶往纽伦堡

103型机车的另一次重要应用是在2000年，因为2000年世界博览会的缘故需要在汉诺威开行大量特别列车（p. 79）。当众多世博会特别列车在2000年夏天因为运营能力不足而被迫取消后，为数更多的103型机车开始根据2000年12月5日调整的运行图提供服务。所有的103型机车都应在2001年6月前从运营服务中退役（p. 426），但在2000年底仍有59台机车在役。由于运力紧张，一些已报废的机车在2001年初又被重新激活（p. 101）。在自2001年6月起生效的运行图中，最初并没有为103型机车编排运转（p. 292）。但由于101型和120型机车的高损害率，当局最终还是为103型机车设立了一个生效至2001年9月29日的运转（p. 428）。自2002年8月5日起，103型机车又接替101型机车担当一个周期为三天的定期运转计划，机车在这里被用做牵引萨尔布吕肯至卢森堡和明斯特间的区际列车班次（p. 444）。
同样由于101型机车的高损害率，多台103型机车在2003年初被重新用作牵引客运列车。受此影响的包括103 167号机车、已经移交德国铁路博物馆的103 184号、103 233号和103 245号机车、以及分别已在纽伦堡及慕尼黑车辆段转为工程用途的103 217号和103 221号机车（p. 195）。
在此之后，它们从几乎无处不在变得越来越稀有，并最终在铁道上消失。自2003年中期开始，103型机车实际上已不再担当常规班次的牵引任务，仅有少数仍作为备用机车和特殊班次（调车及特别班次）使用（pp. 91-92）。2003年8月，103 184-8号机车成为最后一台用作定期城际列车牵引任务的同型号机车（p. 94）。

### 后续运用
103 245号机车在常规运用结束后被德铁长途运输调配至慕尼黑，并在当地用作一些特别班次，例如在纽伦堡、奥格斯堡、因斯布鲁克、萨尔茨堡和布伦内罗间牵引定期区域快车（RE）、城际列车、欧城列车或人車同行列车班次。由于ICE-3列车和ICE-T列车在2008年至2009年发生轮对故障，103 245号机车又作为备用列车的本务机担当由慕尼黑经奥格斯堡至纽伦堡的任务，并在2008年12月的运行图调整前也曾牵引备用列车通达莱比锡。从2009年1月至2011年，它被安排定期在周末担当城市夜线（CNL）482/483次列车在慕尼黑至纽伦堡区间的本务机。
为纪念德国铁路运输175周年以及由于铁路车辆的短缺，德铁区域网络运输有限公司（DB RegioNetz Verkehrs GmbH）将103 184号和103 235号机车以德铁长途运输的名义开展盈利性质的怀旧之旅，分别自2010年8月29日起牵引城际列车1806/1817次按1979年的方式运行于科隆中央车站至汉堡阿尔托纳车站之间，以及自2010年12月12日起牵引城际列车2410/2417次运行于科隆至弗伦斯堡之间。在2012年12月的时刻表调整中，这些列车被恢复原状。期间103 113号机车曾作为备用机车在2011年对这项运营进行过主要检查。被核准最高速度可达280公里/小时的103 222-6号机车也仍在德铁系统技术中继续运用。自2013年春季起，法兰克福车辆段再次为103型机车设置了一个周期为1天的运转，主要担当由ÖBB车厢组成的城际列车118/119次在明斯特至斯图加特区间的本务。迄今为止，这项运转计划中所使用的机车为103 113号和103 235号。此外在慕尼黑车辆段的103 245号机车也开始定期在纽伦堡至慕尼黑之间担当城际列车的本务机。

### 事故
共有3台103型机车因为在事故中完全损坏而报废。上文提及的莱茵魏勒铁路事故是103型机车首次发生的事故，并对103 106-1号机车造成了无法修复的损坏。
1981年3月6日，103 125-1号机车牵引普快列车在行经因戈尔施塔特-特罗伊赫特林根铁路的陶伯费尔德车站时，与一列行驶中的货运列车相撞。货运列车的司机混淆了本车道的“停止”信号和其它车道的“通过”信号，而后者本是为普快列车显示（pp. 91）。于是103型机车在道岔侧向高速撞向货运列车的150 100号机车，并与客运车厢一同冲下10米深的路基并横卧在屋顶上，火车司机当场死亡。而150型机车仅被撞翻在线路上，103型机车则需要在现场进行拆解。
103 198-8号机车随后在1992年8月4日于新維德与一辆牵引载重车相撞，造成机车及首节车厢跌下桥梁并报废（pp. 91）。它当时正在牵引一列计划外的城际列车行驶于莱茵河右岸铁路。
另一起较为严重的事故是103 173-1号机车在1972年2月与另一台机车于科尔沙伊德相撞。前者遭受了严重的破坏，必须进行彻底重建。因此它也得到了加长版的驾驶室。修复工作在1973年12月14日完成。
运行速度在140公里/小时以上的事故则从未发生（p. 81）。

## 媒体应用
由于具备极高的知名度，103型机车也经常作为商业性的广告形象出现在德铁的电视广告中，它们会在相关场景内特意设为牵引机车。
自1970年代初开始，德铁往往更青睐于使用103型机车作为广告宣传画。因此大量的机车新闻图片和明信片应运而生。许多车站及售票处均悬挂有103型机车的图片，此外，它们还经常出现在风格化的标签和宣传材料中。
自1970年代末开始，在城际列车的商业短片中也会经常看到带有音乐伴奏的103型机车特写镜头。
在1980年代后半段，103型机车再一次被发布在德铁的电视广告中，为德铁称之为“粉红周（Rosarote Wochen）”的票价优惠宣传活动造势。机车的其中一端在广告的前半段会给出带有音乐伴奏的墙面镜头特写，后半段则可见到一个粉红大象和机车的另一端，但此时仅给出行驶镜头。
1975年4月15日，103型机车的题材作为年度发行的附捐邮票的一部分，被正式出版。

### 文獻
1. Koschinski, Konrad, , Verlag-Gruppe Bahn, 2006, ISBN 3-89610-159-5 （德语）
2. Ohne Autor, , Baureihe E 10 – Eisenbahn Journal Special Ausgabe, 2006-02, ISBN 3-89610-166-8 （德语）
3. Obermayer, Horst J., , Merker, 2000, ISSN 0720-051X （德语）
4. Ohne Autor, , Bahn-Special, Die Neue Bahn (München: Gera-Nova-Verlag), 1991-01 （德语）
5. Dürr, Heinz; Reimers, Knut, , Jahrbuch des Eisenbahnwesens (Hestra-Verlag), 1991, 42, ISBN 3-7771-0234-2 （德语）
6. Block, Rüdiger, , Eisenbahn-Kurier Special: Hochgeschwindigkeitsverkehr, 1991, (21) （德语）
7. Mehltretter, Jörg Michael, , Motorbuch Verlag, 1976, ISBN 3-87943-268-6 （德语）
8. Dostal, Michael, , München: GeraMond Verlag, 2005, ISBN 3-7654-7111-9 （德语）
9. Steimel, Andreas, , Oldenburg Industrieverlag, 2006  [2013-12-04], ISBN 3-8356-3090-3, （原始内容存档于2014-06-26） （德语）
10. Maier, Matthias; Block, Rüdiger, , Eisenbahn-Kurier Special: Hochgeschwindigkeitsverkehr, 1991, (21) （德语）
11. Meldung, , Eisenbahntechnische Rundschau, 1985, 34 (7/8), ISSN 0013-2845 （德语）
12. Meldung, , Eisenbahntechnische Rundschau, 1974-05, ISSN 0013-2845 （德语）
13. Meldung, , Eisenbahn-Revue International, 2003-12, ISSN 1421-2811 （德语）
14. Dostal, Michael, , München: GeraMond Verlag, 2000, ISBN 3-932785-47-9 （德语）
15. Meldung, , Eisenbahn-Revue International, 2005-07, ISSN 1421-2811 （德语）
16. Meldung, , Eisenbahn-Kurier, 1988-10, ISSN 0170-5288 （德语）
17. Meldung, , Eisenbahn-Revue International, 2000-10, ISSN 1421-2811 （德语）
18. Meldung, , Eisenbahn-Revue International, 2001-03, ISSN 1421-2811 （德语）
19. Meldung, , Eisenbahn-Revue International, 2001-07, ISSN 1421-2811 （德语）
20. Meldung, , Eisenbahn-Revue International, 2001-10, ISSN 1421-2811 （德语）
21. Meldung, , Eisenbahn-Revue International, 2002-10, ISSN 1421-2811 （德语）
22. Meldung, , Eisenbahn-Revue International, 2003-05, ISSN 1421-2811 （德语）
23. Wolf, Christian, , Freiburg: EK-Verlag, 2002, ISBN 3-88255-103-8 （德语） Authors list列表中的|first2=缺少|last2= (帮助)
24. Wolf, Christian, , Freiburg: EK-Verlag, 2006, ISBN 978-3-88255-343-7 （德语）
25. Lawrenz, Dierk, , Eisenbahn-Kurier (EK-Verlag), 1990, (216): 34–38, ISSN 0170-5288 （德语）
26. Wolf, Christian, , Eisenbahn-Kurier (EK-Verlag), 1999, (322): 44–46, ISSN 0170-5288 （德语）